# Eriospermum spirale
Eriospermum spirale là một loài thực vật có hoa trong họ Măng tây. Loài này được (L.) Bergius ex Schult. & Schult.f. mô tả khoa học đầu tiên năm 1830.